# DJ Vice
Eric Aguirre también conocido como Vice (nacido el 13 de octubre de 1978) es un DJ estadounidense de Los Ángeles, California. Vice firmó recientemente con Creative Artists Agency.

## Primeros años
Nacido en Los Ángeles, California, Vice descubrió su pasión por hacer girar discos a la edad de 12 años, cuando compró sus primeros tocadiscos.[cita requerida]

## Carrera profesional
En abril de 2016, Vice apareció en el programa Diplo & Friends de la BBC Radio 1.
El 30 de septiembre de 2016, Vice lanzó una interpolación de la canción original de Anna Graceman, «Treble Heart». La nueva interpolación se llamó «Steady 1234», con la cantante de YouTube Jasmine Thompson y el rapero Skizzy Mars. La canción tuvo un buen éxito dentro de plataformas como Spotify, YouTube y musical.ly. El sencillo fue certificado oro en Finlandia y fue coronado ganador del desafío Next Wave November en musical.ly.
Tras el éxito de «Steady 1234», Vice lanzó «Obsession» con Jon Bellion el 10 de marzo de 2017. cual tuvo remixes más adelante de Deorro y Carlos Jean
El 11 de agosto de 2017 lanzó una versión de «Obsession» con el rapero KYLE titulada «Obsession (25/7)».
El 23 de octubre de 2018, lanzó «Make Up» con Jason Derulo y con Ava Max como artista invitada. y el mismo día de lanzamiento tuvo rémixes de MOTi y HUGEL

## Vida personal
Vice actualmente vive en Los Ángeles, California y está casado.[cita requerida]

## Electric Taco
Electric Taco es una serie mensual que se lanzó en enero de 2016 y presenta a Vice en un Tesla con celebridades notables como Reggie Bush, A-Trak y Nick Young de Los Angeles Lakers.